# Plancktoon
Plancktoon is een Nederlands popduo opgericht in 2022 door Freerk van Oudheusden en Casper Berkhout. Het duo maakt Nederlandstalige popmuziek met invloeden van indiepop, elektropop en nederpop uit de jaren '80 van de twintigste eeuw. Het wordt ook wel 'Electro Poëzie' genoemd. 
Casper Berkhout (1976, Gouda) is de zanger van Plancktoon en Freerk van Oudheusden (1970, Rozenburg) is bassist en producer. Samen schrijven ze de nummers van Plancktoon. Het duo treedt live op met gitarist Marius van Dolder en drummer Lennert Goemans (Smelly Kitchen). 
De teksten van Plancktoon zijn Nederlandstalig. De nummers van Plancktoon gaan over verschillende onderwerpen, zoals de liefde, nostalgie, klein geluk, maatschappij enz. Het duo laat zich onder andere inspireren door Doe Maar, M.A.M., Spinvis en WIES.

## Biografie
Berkhout en Van Oudheusden speelden voor het eerst samen in 1994 in Trio Aloha, samen met muzikant en componist Erik de Reus (o.a. componist/arrangeur van de Buurman & Buurman musicals). Vervolgens bleef het duo samen incidenteel liedjes maken. In januari 2022 besloten zij regelmatiger samen te werken. Zanger Casper legt zelf als volgt uit waarom het duo koos voor Nederlandstalige teksten: “Schrijven in een andere taal heeft eigenlijk best veel belemmeringen. In het Nederlands is het zoveel makkelijker om je uit te drukken, de nuances op te zoeken en clichés te vermijden óf juist te gebruiken. Als je zingt, bekt Nederlands niet altijd even lekker, maar het is dan wel weer een leuke uitdaging om dat toch makkelijk te laten klinken.” In 2024 werd Plancktoon geselecteerd voor de 'wild cards' van De Mentos Grote Prijs van Nederland, maar dit leidde niet tot deelname aan deze landelijke muziekwedstrijd. Op 7 juni 2024 bracht het duo hun eerste album uit - 'Beweegredenen' - en bevat 8 tracks.

## Discografie

### 2025
- Lieve leuke leugentjes (single)

### 2024
- Naar mij gerend (single)
- Als alles anders was (single, van album 'Beweegredenen')
- De gekken bovenaan (single, van album 'Beweegredenen')
- Wat je weten wou (single, van album 'Beweegredenen')
- Beweegredenen (album)
  - De gekken boven aan
  - Als alles anders was
  - Rennen zoeken
  - Wat je weten wou
  - Vast te weinig
  - Vette pech
  - Raak is vaak
  - Wat je ook denkt

### 2023
- Dovemansoren (single, ft. zangeres Caila Oostdam)
- Later werd toen (single)
- Nooit meer onder (single)
- Pak mijn hand (single)
- Zo dom zijn (single)
- De laatste keer (single)

### 2022
- Roze op blauw (EP)
  - Niet nodig
  - Nachttrein naar Portugal
  - Het was zo mooi
  - Pleur toch op met die regen
- Madame Pipi (single)
- Het zoete moet (single)
- Einde van ons licht (single)
- Ik zou alles (single)

## In de media

### 2024
- De Late Avond, radiomagazine (14 februari 2024, interview door Jeroen van Gent)
- VPRO 3voor12 Leiden (artikel 26 april 2024, ‘Droom eens vooruit’, redactie)
- Twee, streekomroep voor Vlaardingen en Schiedam (17 mei 2024, Hans Erkens)
- Musiczine (artikel artikel 21 mei 2024, 'Even voorstellen - Plancktoon - Wat je weten wou', Johan Meurisse)
- Nieuwste Hits (artikel 26 mei 2024, 'Plancktoon – Wat Je Weten Wou', Tijmen Horstman)
- BO omroep van de Bollenstreek (artikel 28 mei 2024, 'Voorhouter brengt album uit met popformatie Plancktoon', Marianne Abels)
- VPRO 3voor12 Leiden (artikel 8 juni 2024, ‘Planckgas’, Rogier van Nierop)
- ALT FM (artikel 15 juni 2024, 'De "Beweegredenen" van Plancktoon', Jaap Koper)
- BO omroep van de Bollenstreek (interview 21 juni 2024, tv-programma 'Podium Bollenstreek')
- Streekomroep TWEE[dode link] (interview 21 juni 2024, radio-programma SoulBeats, Hans Erkens)

### 2023
- VPRO 3voor12 Leiden (artikel 10 februari 2023, 'Duetteren en duelleren', Rogier van Nierop)
- VPRO 3voor12 Noord-Holland (artikel 7 juni 2023, ‘Nieuwe Muziek Plancktoon, Ideale zomertrack voor onderweg’, redactie)
- VPRO 3voor12 Leiden (artikel 1 september 2023, ‘Plancktoon grijpt je beet’, redactie)
- Omroep Vlaardingen (29 september 2023, interview door Hans Erkens in radioshow ‘Soulbeats)
- VPRO 3voor12 Noord-Holland (artikel 28 oktober 2023, ‘De liefde van alle kanten bekeken’, Jaap Koper)
- VPRO 3voor12 Noord-Holland (artikel 29 december 2023, Grenzeloze afsluiting’, Jaap Koper)

### 2022
- NPO Radio 1 De Taalstaat, gepresenteerd door Frits Spits (uitzending 3 september 2022)
- VPRO 3voor12 Leiden (artikel 21 oktober 2022, 'Plancktoon timmert energiek aan de weg', redactie)